# Uncontrolled Love
 (juin 2018).
Série
Uncontrolled Love 2
(2016)
Pour plus de détails, voir Fiche technique et Distribution.
Uncontrolled Love (不可抗力) aussi connu sous le nom de Irresistible Love est un film chinois de 2016 avec les acteurs Meng Rui et Wang Bowen. Le film est l'adaptation du roman Force majeure.
Le premier film est sorti le 28 juin 2016, tandis que le second, Uncontrolled Love 2 est sorti le 20 août 2016. Le second film comporte deux fins, une triste et une heureuse.

## Distribution
- Meng Rui : Xie Yan
- Wang Bowen : Shu Nian
- He Ya Meng : Jiang Yao
- Li Na : Xia Jun
- Zhou Jun Chao : Ke Luo
- Guo Han : le père de Xie Yan
- Liu Xia : la mère de Xie Yan
- Cai Quan En : Xie Yan jeune
- Cai Zhuo En : Shu Nian jeune
- Liu Huan : le manager Zhao
- Li Dan Yi : Church Nun
- Chen-Ding Wen Si : la secrétaire
- Quan Li Bao : Chen Bo